# Sisor
Sisor (Сисор) — рід риб з підродини Sisorinae родини Sisoridae ряду сомоподібні. Має 6 видів. Назва походить від місцевої назви сомів в Біхарі та Бенгалії.

## Опис
Загальна довжина представників цього роду коливається від 9,5 до 18 см. Зовнішні схожі із сомами роду Лорікарія. Голова помірно вузька, сильно сплощена зверху. Очі маленькі, розташовані з боків у верхній частині голови. Мають 4 пари короткуватих вусів. Мембрана верхньої щелепи добре розвинена. Рот помірно великий. Верхня щелепа не має зубів, на нижній — дрібні. Зяброві отвори широкі, поєднані з перешийком голови й тулуба. Спинний і грудні плавці мають шипи, в спинному передня частина зазублена. Спинний плавець широкий, з короткою основою. Від нього до основи хвостового плавця проходить низка кісткових пластинок. Жировий плавець має 1 жорсткий промінь. Грудні плавці довгі, звужені. Анальний плавець невеличкий, майже дорівнює спинному. Хвостовий плавець розділений, лопаті тонкі й вузькі. Промінь верхньої лопаті довший за половину довжини тіла.

## Спосіб життя
Це демерсальні риби. Воліють до прісної води, тримаються річок. Зустрічаються на піщаних ґрунтах і швидкій течії. Активні в присмерку. Живляться дрібним безхребетними.

## Розповсюдження
Мешкають у водоймах Пакистану, Індії, Непалу, Бангладеш — у басейнах річок Ганг і Брахмапутра.

## Види
- Sisor barakensis
- Sisor chennuah
- Sisor pakistanicus
- Sisor rabdophorus
- Sisor rheophilus
- Sisor torosus